# 9707 Petruskoning
A 9707 Petruskoning (ideiglenes jelöléssel 3226 T-3) a Naprendszer kisbolygóövében található aszteroida. Cornelis Johannes van Houten, Ingrid van Houten-Groeneveld és Tom Gehrels fedezte fel 1977. október 16-án.